# Monti Blue Ridge

Localizzazione dei Monti Blue Ridge all'interno degli Appalachi.

Blue Ridge (in inglese: Blue Ridge o Blue Ridge Mountains) sono una sezione della catena dei monti Appalachi nell'est degli USA.

## Descrizione
La catena montuosa parte da Harper's Ferry (Virginia Occidentale) e si spinge verso sud-ovest; attraversando la Virginia e la Carolina del Nord fino all'interno della Georgia. Talvolta vi si include anche la regione più settentrionale, con Maryland, Pennsylvania e New York. L'altezza va dai 600 ai 1200 metri sul livello del mare. La vetta più elevata è il monte Mitchell (2.037 m), situato nella Carolina del Nord.
L'esplorazione dei monti iniziò nel 1716 per volontà del governatore della Virgina Alexander Spotswood. Questa località fu scelta dal regista Michael Mann per ambientarvi il film L'ultimo dei Mohicani. Le Blue Ridge Mountains vengono inoltre citate, assieme allo Shenandoah River, nella celebre canzone Take Me Home, Country Roads di John Denver.